# Handball-Regionalliga Hessen
Die Handball-Regionalliga Hessen ist eine Handball-Regionalliga in Hessen.

## Geschichte
Mit Beginn der Saison 2024/25 wurde die Oberliga Hessen durch die Regionalliga Hessen ersetzt. Auch die RL-H wird vom Hessischen Handball-Verband (HHV) organisiert. Die Regionalliga der Männer soll mit 14 Mannschaften und die der Frauen mit 12 Mannschaften gebildet werden. Bei den Männern steigt der Meister direkt in die 3. Liga auf, während bei den Frauen sich der Meister erst über eine Aufstiegsrelegation zur 3. Liga (Frauen) qualifizieren kann. Die bisher untergeordneten Landesligen Nord, Mitte und Süd sollen ebenfalls ab 2024/25 in Oberliga umbenannt werden. Es steigen so viele Mannschaften ab (maximal vier, Frauen maximal drei), bis die Staffelstärke von 14 Teams (Frauen 12 Teams) incl. drei Aufsteigern aus den Oberligen und möglichen Absteigern aus der 3. Liga erreicht ist.

## Saison 2024/25

### Teilnehmer

Bereich Hessischer Handball-Verband (gelb)

| Pl. | Männer                        | Frauen                     |
| --- | ----------------------------- | -------------------------- |
| 1.  | TSG Münster                   | TSG Leihgestern            |
| 2.  | TV Petterweil                 | HSG Gedern/Nidda           |
| 3.  | ESG Gensungen/Felsberg        | HSG Weiters./Braunsh.Worf. |
| 4.  | HSG Gr.-Bieberau/Modau        | HSG Hungen/Lich            |
| 5.  | HSG Breckenh./Wallau/Massenh. | TSG Eddersheim             |
| 6.  | TSG Offenbach-Bürgel          | HSG Baunatal               |
| 7.  | HSG Pohlheim                  | HSG Twistetal              |
| 8.  | TSV Vellmar                   | HSG Kleenheim-Langgöns     |
| 9.  | TuSpo Obernburg               | SV G. Fritzlar             |
| 10. | SG Bruchköbel                 | TV Hüttenberg              |
| 11. | TV Hüttenberg II              | SG 09 Kirchhof II          |
| 12. | HSG Rodgau/Niederroden II     | FSG Bürgstadt/Kirchzell    |
| 13. | HSG Kleenheim-Langgöns        |                            |
| 14. | TuS Holzheim                  |                            |

## Hessische Meister
Von 1949 bis 1963 wurde der Meister über die Hallenhandball-Meisterschaft Hessen ermittelt, von 1963 bis 1971 über die Verbandsliga Hessen und seit der Saison 1971/72 über die Handball-Oberliga Hessen.

### Ab 2010
| Saison       | Männer                    | Frauen                         |
| ------------ | ------------------------- | ------------------------------ |
| 2010/11      | SG Kleenheim              | HSG Mörfelden/Walldorf         |
| 2011/12      | HSG Nieder-Roden          | HSG Gedern/Nidda               |
| 2012/13      | SG Wallau                 | HSG Dutenhofen/Münchholzhausen |
| 2013/14      | HSG Wiesbaden             | TSG 1888 Eddersheim            |
| 2014/15      | TV Gelnhausen             | TuS Kriftel                    |
| 2015/16      | HSG Hanau                 | TSG Oberursel                  |
| 2016/17      | SG Bruchköbel             | TuS Kriftel                    |
| 2017/18      | HSG Dutenhofen/Münchh. II | HSG Weiterstadt/B./W.          |
| 2018/19      | TV Kirchzell              | TSG Oberursel                  |
| 2019/20      | ESG Gensungen/Felsberg    | HSG Lumdatal                   |
| 2020/21      | nicht ausgespielt         | nicht ausgespielt              |
| 2021/22      | HSG Pohlheim              | HSG Bensh./Auerb. II           |
| 2022/23      | MT Melsungen II           | TSG Leihgestern                |
| 2023/24      | TV Kirchzell              | HSG Weiters./Braunsh.Worf.     |
| seit 2024/25 | Regionalliga Hessen       |                                |
| 2024/25      | TSG Münster               | TSG Leihgestern                |
| 2025/26      |                           |                                |

Der Meister erwirbt das Aufstiegsrecht für die 3. Handballliga. Ab der Saison 2024/25 wird die Oberliga Hessen durch gründung der Regionalliga Hessen von der vierthöchsten auf die fünfthöchsten Spielklasse herabgesetzt und ist in die drei Staffeln Nord, Mitte und Süd geografisch eingeteilt.